# Chloroclystis chlorophilata
Ardonis chlorophilata là một loài bướm đêm trong họ Geometridae.